# Jeremy Smith (Eishockeyspieler)
Jeremy Smith (chinesisch 杰瑞米·史密斯, Pinyin Shǐmìsī Jiéruìmǐ; * 13. April 1989 in Dearborn, Michigan) ist ein US-amerikanischer Eishockeytorwart mit chinesischer Staatsbürgerschaft, der seit Juni 2019 bei den Shanghai Dragons aus der Kontinentalen Hockey-Liga (KHL) unter Vertrag steht.

## Karriere
Smith verbrachte seine Juniorenzeit in der Ontario Hockey League. Dort war er mit Beginn der Saison 2006/07 fester Bestandteil des Kaders der Plymouth Whalers, wo der Torwart als nahezu gleichgestellter Ersatzmann des Tschechen Michal Neuvirth fungierte. Gemeinsam führten sie das Team zum Gewinn des J. Ross Robertson Cups. Gemeinsam erhielt das Gespann die Dave Pinkney Trophy für die wenigsten Gegentore im Saisonverlauf. Nach der Spielzeit wurde Smith im NHL Entry Draft 2007 in der zweiten Runde an 54. Position von den Nashville Predators aus der National Hockey League ausgewählt. In der folgenden Saison war Smith dann Stammkeeper und wurde zunächst durch Neuvirth und später Matt Hackett unterstützt. Zum Spieljahr 2008/09 übernahm Hackett schließlich eine gewichtigere Rolle, die Smith entbehrlich machte und er so im Januar 2009 zum Ligakonkurrenten Niagara IceDogs transferiert wurde. Dort fungierte er wieder als Starter.
Nachdem der US-Amerikaner bereits im März 2008 von den Nashville Predators unter Vertrag genommen worden war, stand er mit Beginn der Saison 2009/10 im Tor der Cincinnati Cyclones aus der ECHL. Dort teilte er sich den Posten mit Robert Mayer. Das Gespann führte die Cyclones am Saisonende zum Gewinn des Kelly Cups und wurde mit der Trophäe des Kelly Cup Playoffs Most Valuable Player bedacht. Zur Spielzeit 2010/11 stieg Smith zum Back-up bei den Milwaukee Admirals aus der American Hockey League (AHL) auf, wo er hinter Mark Dekanich auf 28 Einsätze kam. Die beiden darauffolgenden Spieljahre war er schließlich die erste Wahl im Tor der Admirals. Dennoch trennten sich die Predators im Sommer 2013 von ihrer Draftwahl und Smith schloss sich als Free Agent den Columbus Blue Jackets an. Dort besetzte er die Torhüterposition bei den Springfield Falcons in der AHL, verließ das Team aber nach einem Jahr wieder und heuerte im Juli 2014 bei den Boston Bruins an. Auch dort kam Smith nicht über Einsätze in der AHL bei den Providence Bruins hinaus. Allerdings verlängerten beide Parteien den Vertrag im Sommer 2015 um ein Jahr. Kurz vor dem Beginn der Spielzeit 2015/16 verliehen die Bruins ihn aber an den Ligakonkurrenten Iowa Wild, für die er bis Anfang Februar 2016 spielte. Anschließend war er bis zum Saisonende für Providence aktiv.
Im Juli 2016 folgte ein erneuter Vereinswechsel, als Smith einen Vertrag bei der Colorado Avalanche unterzeichnete. Nachdem er bis Anfang Februar 2017 im Farmteam San Antonio Rampage gestanden hatte, profitierte er von der Verletzung des Stammtorwarts Semjon Warlamow, sodass er als Ersatzmann von Calvin Pickard in den NHL-Kader aufrückte. Bereits bei seinen anderen drei Stationen hatte er als nicht eingesetzter Ersatzmann NHL-Luft geschnuppert, war allerdings nie zum Einsatz gekommen. Für die Avalanche debütierte er am 14. Februar 2017 bei der 2:3-Niederlage gegen die New Jersey Devils.
Am Ende der Spielzeit 2016/17 verlängerte die Avalanche seinen auslaufenden Vertrag jedoch nicht, sodass sich Smith im Juli 2017 als Free Agent den Carolina Hurricanes anschloss. In gleicher Weise wechselte er im Juli 2018 zu den Bridgeport Sound Tigers, bei denen er einen rein auf die AHL beschränkten Vertrag unterzeichnete. Allerdings erhielt von deren NHL-Kooperationspartner, den New York Islanders, im Februar 2019 einen Kontrakt für den Rest der Saison. Im Juni 2019 entschloss sich Smith erstmals, Nordamerika zu verlassen und heuerte bei Kunlun Red Star aus der Kontinentalen Hockey-Liga an. Im Sommer 2025 benannte sich das Team nach dem Umzug nach Shanghai in Shanghai Dragons um.

### International
Für sein Heimatland spielte Smith bei der U20-Junioren-Weltmeisterschaft 2008 in Tschechien. Dabei absolvierte er alle sechs Turnierspiele als Stammtorhüter und erreichte mit dem Team den vierten Platz.
Im Februar 2022 lief er unter dem Namen Shimisi Jieruimi für die chinesische Nationalmannschaft bei den Olympischen Winterspielen in Peking auf.

## Erfolge und Auszeichnungen
- 2007 J.-Ross-Robertson-Cup-Gewinn mit den Plymouth Whalers
- 2007 Dave Pinkney Trophy (gemeinsam mit Michal Neuvirth)
- 2010 Kelly-Cup-Gewinn mit den Cincinnati Cyclones
- 2010 Kelly Cup Playoffs Most Valuable Player (gemeinsam mit Robert Mayer)

## Karrierestatistik
Stand: Ende der Saison 2024/25

### International
| Vertrat die USA bei: - U20-Junioren-Weltmeisterschaft 2008 | Vertrat die Volksrepublik China bei: - Olympischen Winterspielen 2022 |

(Legende zur Spielerstatistik: Sp oder GP = absolvierte Spiele; T oder G = erzielte Tore; V oder A = erzielte Assists; Pkt oder Pts = erzielte Scorerpunkte; SM oder PIM = erhaltene Strafminuten; +/− = Plus/Minus-Bilanz; PP = erzielte Überzahltore; SH = erzielte Unterzahltore; GW = erzielte Siegtore; 1 Play-downs/Relegation; Kursiv: Statistik nicht vollständig)